# دفتر نماینده تجاری ایالات متحده آمریکا
دفتر نماینده تجاری ایالات متحده (به انگلیسی: Office of the United States Trade Representative) (مخفف: USTR) یک آژانس نظام فدرالی ایالات متحده آمریکا است که مسئولیت توسعه و پیشنهاد سیاست تجاری ایالات متحده به رئیس‌جمهور ایالات متحده آمریکا، راهبری مذاکرات تجاری در سطوح دوجانبه و چندجانبه و هماهنگ کردن سیاست تجاری دولت در غالب کمیسون بین‌آژانسی سیاست تجاری کارمندان (TPSC) و گروه بازبینی سیاست تجاری (TPRG) را بر عهده دارد.
این سازمان در ابتدا تحت عنوان دفتر نماینده ویژه تجارت (STR) در سال ۱۹۶۲ تشکیل شد. دفتر نماینده تجاری ایالات متحده آمریکا جزئی از ستاد کارکنان ریاست جمهوری ایالات متحده آمریکا می‌باشد و دارای بیش از ۲۰۰ کارمند است. این آژانس دفاتری در ژنو و بروکسل نیز دارد.

## مدیرفعلی
در دوم می ۲۰۱۳، رییس‌جمهور باراک اوباما، مایکل فرومن (به انگلیسی: Michael Froman) را برای مدیر اجرایی آژانس نامزدکرد و سنا در ۱۹ ژوئن ۲۰۱۳ به او رای اعتماد داد. فرومن در ۲۱ ژوئن ۲۰۱۳ سوگند یادکرد.